# 다사키 신야

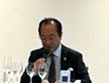

타사키 신야(田崎 真也, 1958년 3월 21일~ )는 일본의 유명 소믈리에 중 한 사람이다.

## 경력
도쿄도에서 태어으며, 가나가와현 사가미하라시로 옮겨와 자랐다. 레스토랑에서 요리를 배우던 도중 포도주에 관심을 갖게 되어 1977년 5월 만 19세의 나이로 도불(渡佛), 21세가 되기까지 3년간 프랑스에서 생활하면서 와인에 대해서 공부한다. 1980년 일본으로 귀국한다.
1983년 만 25세의 나이로 처음으로 일본의 전국 소믈리에 대회에서 와인 소믈리에 우승의 타이틀을 거머쥐었고, 1995년에는 아시아인으로는 최초로 제8회 국제 소믈리에 대회에서 우승을 차지한다. 당시까지 국제 소믈리에 대회에서 우승, 준우승, 3위까지를 프랑스, 이탈리아, 에스파냐인이 독차지하던 상황에서 아시아인의 첫 우승은 이례적인 사례로 떠올랐고 단숨에 일본에 와인 열풍을 가져오게 했다.
2005년에 제4회 한국 소믈리에 대회 심사위원장으로 방한하기도 했다.
현재, 나가노현 원산지 호칭 관리 제도의 와인 담당 심사위원장을 맡고 있다.